# Louis-Armand de Bourbon-Conti (1661-1685)
Pour les articles homonymes, voir Louis-Armand de Bourbon.
Titre
Prince de Conti
21 février 1666 – 9 novembre 1685
(19 ans, 8 mois et 19 jours)
Louis-Armand Ier de Bourbon-Conti, 3e prince de Conti (1666), est un prince du sang français né à Paris le 4 avril 1661 et mort le 9 novembre 1685.

## Biographie
Il est le fils d'Armand de Bourbon-Conti (1629-1666), deuxième prince de Conti, et de la princesse, née Anne Marie Martinozzi. Il est baptisé le 28 février 1662 et nommé Louis en l'honneur de Louis XIV, son parrain. Sa marraine est la reine-mère Anne d'Autriche.
Orphelin de père à 5 ans et de mère à 11 ans, il est élevé à la cour de son oncle, le Grand Condé.
Petit, légèrement bossu, d'un physique ingrat, il épouse, le 16 janvier 1680, Marie-Anne de Bourbon, dite « la première Mlle de Blois », fille légitimée de Louis XIV et de Louise de La Vallière. Le mariage est célébré dans la chapelle du château de Saint-Germain-en-Laye. Après une nuit de noces catastrophique, dû aux règles de la princesse, ce mariage reste stérile. Dépité, le prince se jette dans le libertinage, et doit être rappelé à l'ordre par Louis XIV.
Le fils du prince de Turenne, Louis-Charles de La Tour d'Auvergne, ayant obtenu du roi, en mars 1685, la permission d'aller servir en Pologne comme volontaire, Conti fait la même démarche pour son jeune frère, François Louis de Bourbon-Conti et pour lui-même. Les deux princes arrivent à Vienne le 1er juin et à Koman le 13, où ils se mettent au service du duc Charles V de Lorraine. Ils combattent avec bravoure à Novigrad et Neuhäusel, avant de secourir la ville de Gran, assiégée par les Turcs. Ils repartent pour la France le 18 août.
Vers la fin de l'année 1685, la princesse de Conti est atteinte d'une violente attaque de petite vérole. Rentré en France, son mari s'enferme avec elle pour la soigner. Elle réchappe de la maladie, mais Conti la contracte à son tour et meurt en quelques jours. Il est enterré dans le mausolée des Condé dans l'église de Vallery.
C'est son frère, François-Louis, qui devient le 4e prince de Conti.